# Варшавская, Роза Абрамовна
Роза Абрамовна Варшавская (1895 — 1982) — советский хореограф. Одна основоположниц художественной гимнастики в СССР. Кандидат педагогических наук (1946).
Училась в Западной Европе. Проходила обучение в Институте музыки и ритма Эмиля Жак-Далькроза. Варшавская была одной из первых в СССР, кто активно пропагандировал художественное движение как часть образования. Разработанную ею систему она начала реализовывать на практике в начале 1930-х годов в одной из общеобразовательных школ Ленинграда.
Была одной из инициаторов создания Высшей школы художественного движения в 1934 году. В 1938 году возглавила хореографический коллектив первого Детского ансамбля песни и танца, созданного Исааком Дунаевским при Дворце пионеров. Работала тренером-педагогом в Институте физической культуры имени П. Ф. Лесгафта.
В годы Великой Отечественной войны ставила хореографические сюжеты для ансамбля Аркадия Обранта.
Одной из первых начала разрабатывать теоретические основы художественной гимнастики. В 1946 году защитила первую диссертацию по этой дисциплине на тему: «Художественное движение как часть эстетического и художественного воспитания». Соавтор книги «Игры под музыку» (1964).
Среди её учениц — Галина Александровна Боброва, Зинаида Константиновна Третьякова, Лидия Ниловна Кудряшова, Ариадна Ричардовна Башнина, Антонина Николаевна Чепкаленко, Юлия Николаевна Шишкарева, Софья Васильевна Нечаева, Татьяна Петровна Маркова, Анна Николевна Ларионова и Анна Цезаревна Хедерес.
Похоронена на Еврейском кладбище Санкт-Петербурга.